# محمود فرج (لاعب كرة قدم مواليد 1986)
محمود فرج إبراهيم حسن لاعب كرة قدم مصري ، يلعب في مركز خط الوسط الدفاعي.

لعب لنادي الاتحاد السكندري من 2015 إلى أن حصل على الاستغناء الخاص به بناءً على موافقة المدير الفني للفريق ورؤيته الفنية والذي وافق على الاستغناء عنه بناء على طلبه في 30 مايو 2018.

وفي 30 مايو 2018 انضم لنادي الإنتاج الحربي لمدة 3 مواسم في صفقة انتقال حر .